# Odense Freja
Odense Freja er en tidligere atletikklub i Odense, som efter en fusion med virkning fra 1990 mellem Odense Gymnastik Forenings atletikafdeling og Odense Freja, blev Odense Atletik/OGF og en underafdeling under Odense Gymnastik Forening. 

## Deltagere ved internationale mesterskaber

### Verdensmesterskaber

#### 1988
- 12km cross 88 Allan Zachariasen 37.32

#### 1986
- 12km cross 232 Jens Hansen 39:22

#### 1984
- 12km cross 212 Jens Hansen 38.16

#### 1982
- 12km cross 80 Allan Zachariasen 35.42

#### 1979
- 12km cross 138 Jørn Lauenborg 40.50
- 12km cross 174 Allan Zachariasen 42.17

#### 1974
- 12km cross DNF Ole Hjorth

### Europamesterskaber

#### 1982
- Spydkast 18 Jørgen Jelstrøm 70,84
- Maraton DNF Allan Zachariasen

#### 1978
- Maraton Jørn Lauenborg 2:23.15
- Maraton DNF Bjarne Brøndum

#### 1950
- 50km gang 11 Harry Kristensen 5:18.55